# 2e arrondissement de Budapest
Le 2e arrondissement de Budapest (en hongrois : Budapest II.kerülete) est un arrondissement de Budapest. Il est situé au nord-ouest de Budapest, sur la rive occidentale du Danube, bordé au sud-est par le 1er arrondissement, au sud par le 12e, au nord-est par le 3e, à l'est, de l'autre côté du Danube, par les 5e et 13e et à l'ouest et au nord par les villes voisines de Budakeszi, Nagykovácsi, Solymár et Remeteszőlős.

## Site

### Topographie et hydrographie
Le 2e arrondissement de Budapest est traversé par le vallon de l'Ördög-árok. Ce petit ruisseau originaire de Remetehegy au nord-ouest, prend la forme d'une petite gorge, la gorge de Remete, puis s'écoule direction sud-est, entre les montagnes de Hármashatár-hegy et Kecske-hegy d'une part, et celles de Nagy-Hárs-hegy et János-hegy d'autre part. Il traverse ensuite le parc de Városmajor par une canalisation souterraine. Il se jette dans le Danube au niveau du Erzsébet híd, dans le 1er arrondissement. Quasiment l'ensemble du bassin versant de l'Ördög-árok est situé dans l'arrondissement. 
Le Paprikás-patak est un ruisseau qui s'écoule quant à lui vers le nord-ouest. Il prend sa source sur les flancs du Hármashatár-hegy et traverse les quartiers d'Erzsébetliget et Pesthidegkút-Ófalu. Il se jette dans l'Aranyhegyi-patak à Solymár, laquelle rivière se jette dans le Danube bien en amont de l'Ördög-árok, au niveau du Újpesti vasúti híd (pont ferroviaire), dans le 3e arrondissement. La ligne de partage des eaux entre l'Ördög-árok et le Paprikás-patak se situe au niveau de Széphalom, Máriaremete et Remetekertváros.
Au nord de l'arrondissement, du flanc sud-est du Hármashatár-hegy jusqu'au Danube, plusieurs sources d'eau thermale alimentent les bains curatifs de Szent Lukács et Király dans les quartiers de Víziváros et Felhévíz. Une partie de ces sources sont accessibles aux visiteurs à l'intérieur de la Grotte de Szemlő-hegy.

### Géologie et géomorphologie
De part et d'autre du vallon de l'Ördög-árok, le 2e arrondissement de Budapest est un espace caractérisé par un relief collinéen. On trouve au nord du ruisseau quelques sommets des collines de Buda, tels le Látó-hegy, le Kecske-hegy (443 m, à cheval sur le 3e arrondissement), le Vihar-hegy (453 m). Au sud, jusqu'à Budakeszi út qui marque la frontière avec le 12e arrondissement, on peut recenser le Nagy-Hárs-hegy (454 m) et Kis-Hárs-hegy, séparés de János-hegy par le col de Szépjuhászné. Le vallon s'étend du nord-ouest, des pentes de Remetehegy et de la gorge de Remete, au sud-est, au niveau de Széll Kálmán tér et du Várhegy. Il est particulièrement étroit au niveau de Hűvösvölgy, où les falaises dominent le paysage.

### Aires faunistiques et floristiques

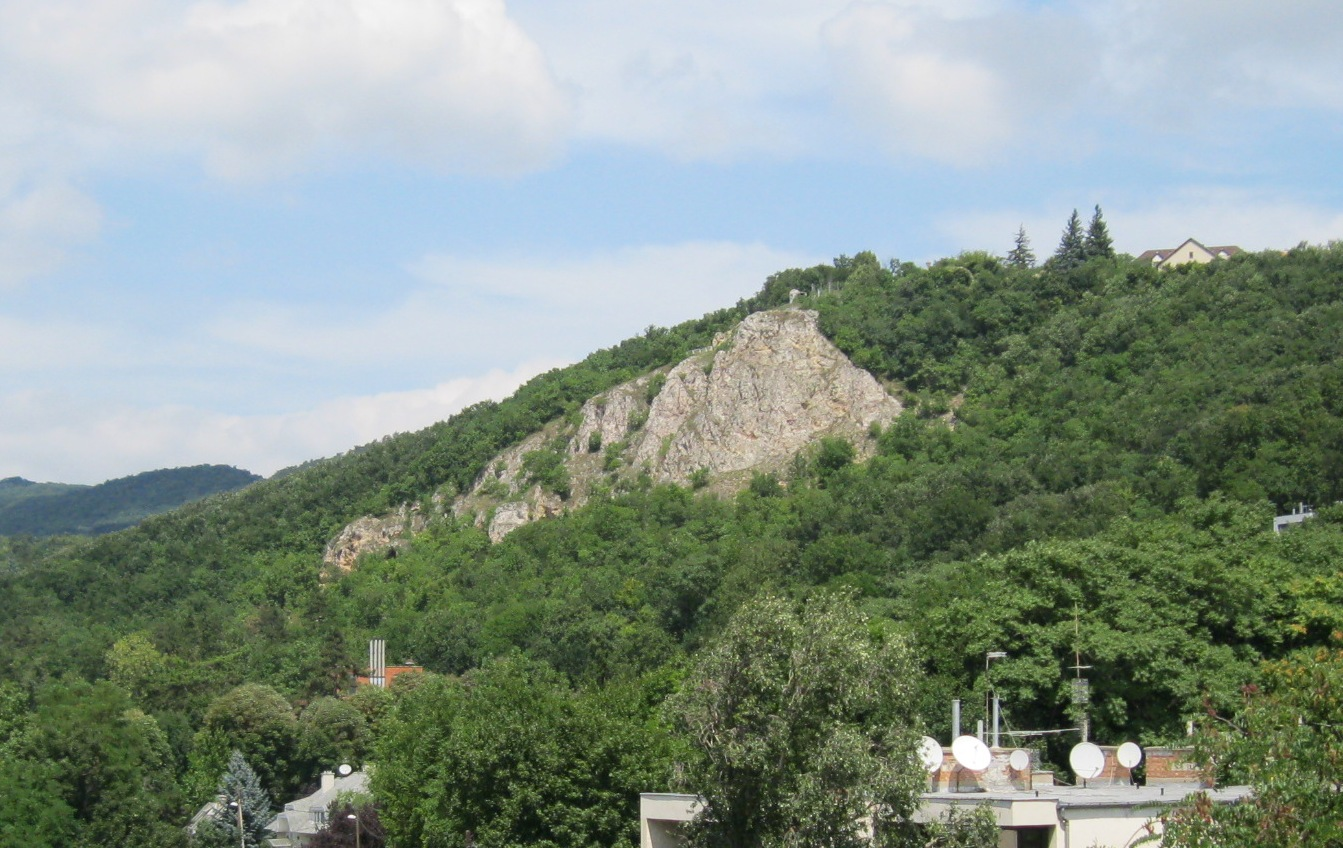
Apáthy-szikla.

Une partie importante des collines de Buda sous administration du 2e arrondissement fait l'objet d'une politique de préservation des sites naturels, notamment la Zone de protection paysagère de Buda (dont la Grotte de stalactite de Pálvölgy fait partie), sous la gestion directe du Parc national Danube-Ipoly. 
La collectivité métropolitaine de Budapest définit une liste complémentaires de sites « d'intérêt local ». Dans le 2e arrondissement, ils sont au nombre de neuf : Apáthy-szikla, les formations triasiques et éocènes de Balogh Ádám utca, la carrière de Fazekas-hegy, la réserve naturelle de Ferenc-hegy, le tilleul de Gazda utca, le Chêne mémorial de Heinrich István utca, le Cèdre du Liban de Kondor út, la réserve naturelle de Mihályfi Ernő kert ainsi que la coupe géologique protégée de Pusztaszeri út.

## Histoire

### De la période antique au Honfoglalás
Les environs de Pesthidegkút et de la gorge de Remete sont peuplés depuis l'époque néandertalienne. Durant l'Antiquité, les Romains s'installent au bord du Danube autour du site d'Aquincum, là où l'on trouve de nos jours les quartiers de Felhévíz et Víziváros. L'aristocratie militaire commence à peupler les collines autour du IIIe siècle. Après 400, l'Empire romain quitte la Pannonie orientale devant l'avancée des Huns. Durant l'Empire hunnique, des Sarmates et des tribus germaniques s'installent dans la plaine danubienne. Sur la rive occidentale du fleuve, les collines de Buda sont confiées à la tribu des Sadages, comme en témoignent les traces de tombes royales, notamment une sur Szemlőhegy datant de 430-450. 
Pendant le Honfoglalás, les collines de Buda sont conquises par la tribu des Megyers (pour certains, celle des Tarjáns). Les historiens n'ont pas encore déterminé le rôle précis joué par ce territoire durant les années de construction de l'État hongrois après 895-896.

### Xesiècle-XVIesiècle: des Árpád à la conquête ottomane
Le premier noyau d'urbanisation de l'actuel 2e arrondissement se situe autour de Nyék. C'est là que les archéologues ont retrouvé les traces d'un cimetière de la tribu tutélaire datant des Xe et XIe siècles. Au Moyen Âge, plusieurs localités existent déjà autour du village : bien sûr Buda, mais aussi Felhévíz et Hidegkút. Durant le règne de Béla III de Hongrie, il est vraisemblable que les collines boisées environnant servent de terrain de chasse à la Cour royale. Aux XIVe et XVe siècles, mise à part les grandes familles aristocratiques, les propriétaires fonciers de Nyék sont surtout des petits-nobles (kisnemesek), voire des membres de la bourgeoisie de Buda. 
Jusqu'à la période ottomane, les rois de Hongrie et leurs entourages jettent leur dévolu sur les collines giboyeuses de Buda. Le roi Sigismond de Luxembourg et la reine Marie de Hongrie se font même construire un pavillon de chasse et une résidence d'été dans le vallon de l'Ördög-árok, que le roi Matthias et les souverains Jagellons vont alors agrandir et embellir. 

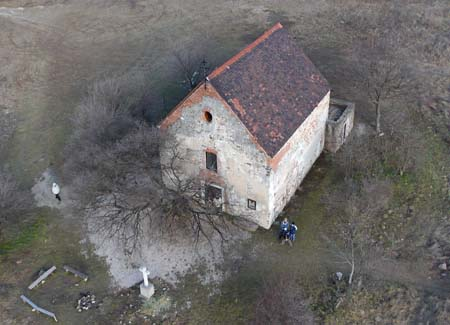
L'église médiévale de Gercse.

Les sources historiques du XIIIe siècle mentionnent également un autre village situé au nord de Nyék : Hidegkút. Y vivent alors les trompettistes de la Cour, que le roi Louis Ier de Hongrie anoblit en 1373. Une partie d'entre eux s'installent à Buda et s'unissent à des familles bourgeoises, tandis que l'autre partie s'approprie la majeure partie de Hidegkút. Au début du XVIe siècle, la famille Podmaniczky y acquiert de nombreuses terres. À l'est de la localité se trouve Gercse, dont l'existence est attestée dès 1212. L'église qui s'y trouve date quant à elle du XIIIe siècle. Deux ans avant la conquête ottomane, le village compte entre 50 et 60 ménages. 
La localité de Felhévíz, que l'on retrouve au XIIe siècle sous le nom latin Superiores aquae calidae Budenses, doit son nom à ses nombreuses sources thermales. À l'origine, Felhévíz faisait partie d'Óbuda et s'étendait au sud jusqu'à l'actuel Széchenyi lánchíd, soit de nos jours le quartier de Víziváros. Le centre du bourg, où se tenait la place du marché (l'actuelle Bem tér), était également le premier embarcadère d'Óbuda, construit par le roi Géza II de Hongrie. La population de Felhévíz est alors principalement hongroise et liée à l'économie agricole. Aux XIVe-XVe siècles, le village accueille dans sa partie sud la foire nationale de la Pentecôte. La place du marché se lotit alors d'édifices royaux, d'institutions cléricales et de palais baroques. Dans la partie haute de la localité se développent des vignes (comme l'atteste le toponyme -mál), dont la propriété est partagée entre le roi, les abbés de Margit-sziget, la congrégation de Felhévíz ainsi que l'abbaye de Mogyoród.

## Organisation administrative

### Quartiers
| Quartiers                                                                                 | Quartiers                                      | Création | Population en 2001 (hab.) | Superficie (ha) | Densité hab/km2 | Localisation                                                                                    |
| ----------------------------------------------------------------------------------------- | ---------------------------------------------- | -------- | ------------------------- | --------------- | --------------- | ----------------------------------------------------------------------------------------------- |
| 1                                                                                         | Adyliget                                       |          | 856                       |                 |                 | \| 1 2 3 4 5 6 7 8 9 10 11 12 13 14 15 16 17 18 19 20 21 22 23 24 25 26 27 28 29 30 31 32 33 \| |
| 2                                                                                         | Budakeszierdő, à cheval sur les 2e et 12e arr. |          | 329                       |                 |                 | \| 1 2 3 4 5 6 7 8 9 10 11 12 13 14 15 16 17 18 19 20 21 22 23 24 25 26 27 28 29 30 31 32 33 \| |
| 3                                                                                         | Budaliget                                      |          | 2 448                     |                 |                 | \| 1 2 3 4 5 6 7 8 9 10 11 12 13 14 15 16 17 18 19 20 21 22 23 24 25 26 27 28 29 30 31 32 33 \| |
| 4                                                                                         | Csatárka                                       |          | 1 666                     |                 |                 | \| 1 2 3 4 5 6 7 8 9 10 11 12 13 14 15 16 17 18 19 20 21 22 23 24 25 26 27 28 29 30 31 32 33 \| |
| 5                                                                                         | Erzsébetliget                                  |          | 760                       |                 |                 | \| 1 2 3 4 5 6 7 8 9 10 11 12 13 14 15 16 17 18 19 20 21 22 23 24 25 26 27 28 29 30 31 32 33 \| |
| 6                                                                                         | Erzsébettelek                                  |          | 531                       |                 |                 | \| 1 2 3 4 5 6 7 8 9 10 11 12 13 14 15 16 17 18 19 20 21 22 23 24 25 26 27 28 29 30 31 32 33 \| |
| 7                                                                                         | Felhévíz                                       |          | 2 298                     |                 |                 | \| 1 2 3 4 5 6 7 8 9 10 11 12 13 14 15 16 17 18 19 20 21 22 23 24 25 26 27 28 29 30 31 32 33 \| |
| 8                                                                                         | Gercse                                         |          | 112                       |                 |                 | \| 1 2 3 4 5 6 7 8 9 10 11 12 13 14 15 16 17 18 19 20 21 22 23 24 25 26 27 28 29 30 31 32 33 \| |
| 9                                                                                         | Hársakalja                                     |          | 1 524                     |                 |                 | \| 1 2 3 4 5 6 7 8 9 10 11 12 13 14 15 16 17 18 19 20 21 22 23 24 25 26 27 28 29 30 31 32 33 \| |
| 10                                                                                        | Hárshegy                                       |          | 654                       |                 |                 | \| 1 2 3 4 5 6 7 8 9 10 11 12 13 14 15 16 17 18 19 20 21 22 23 24 25 26 27 28 29 30 31 32 33 \| |
| 11                                                                                        | Hűvösvölgy                                     |          | 1 326                     |                 |                 | \| 1 2 3 4 5 6 7 8 9 10 11 12 13 14 15 16 17 18 19 20 21 22 23 24 25 26 27 28 29 30 31 32 33 \| |
| 12                                                                                        | Kővár                                          |          | 26                        |                 |                 | \| 1 2 3 4 5 6 7 8 9 10 11 12 13 14 15 16 17 18 19 20 21 22 23 24 25 26 27 28 29 30 31 32 33 \| |
| 13                                                                                        | Kurucles                                       |          | 5 247                     |                 |                 | \| 1 2 3 4 5 6 7 8 9 10 11 12 13 14 15 16 17 18 19 20 21 22 23 24 25 26 27 28 29 30 31 32 33 \| |
| 14                                                                                        | Lipótmező                                      |          | 412                       |                 |                 | \| 1 2 3 4 5 6 7 8 9 10 11 12 13 14 15 16 17 18 19 20 21 22 23 24 25 26 27 28 29 30 31 32 33 \| |
| 15                                                                                        | Máriaremete                                    |          | 4 063                     |                 |                 | \| 1 2 3 4 5 6 7 8 9 10 11 12 13 14 15 16 17 18 19 20 21 22 23 24 25 26 27 28 29 30 31 32 33 \| |
| 16                                                                                        | Nyék                                           |          | 565                       |                 |                 | \| 1 2 3 4 5 6 7 8 9 10 11 12 13 14 15 16 17 18 19 20 21 22 23 24 25 26 27 28 29 30 31 32 33 \| |
| 17                                                                                        | Országút                                       |          | 11 740                    |                 |                 | \| 1 2 3 4 5 6 7 8 9 10 11 12 13 14 15 16 17 18 19 20 21 22 23 24 25 26 27 28 29 30 31 32 33 \| |
| 18                                                                                        | Pálvölgy                                       |          | 1 644                     |                 |                 | \| 1 2 3 4 5 6 7 8 9 10 11 12 13 14 15 16 17 18 19 20 21 22 23 24 25 26 27 28 29 30 31 32 33 \| |
| 19                                                                                        | Pasarét                                        |          | 5 519                     |                 |                 | \| 1 2 3 4 5 6 7 8 9 10 11 12 13 14 15 16 17 18 19 20 21 22 23 24 25 26 27 28 29 30 31 32 33 \| |
| 20                                                                                        | Pesthidegkút-Ófalu                             |          | 1 959                     |                 |                 | \| 1 2 3 4 5 6 7 8 9 10 11 12 13 14 15 16 17 18 19 20 21 22 23 24 25 26 27 28 29 30 31 32 33 \| |
| 21                                                                                        | Petneházyrét                                   |          | 127                       |                 |                 | \| 1 2 3 4 5 6 7 8 9 10 11 12 13 14 15 16 17 18 19 20 21 22 23 24 25 26 27 28 29 30 31 32 33 \| |
| 22                                                                                        | Remetekertváros                                |          | 2 771                     |                 |                 | \| 1 2 3 4 5 6 7 8 9 10 11 12 13 14 15 16 17 18 19 20 21 22 23 24 25 26 27 28 29 30 31 32 33 \| |
| 23                                                                                        | Rézmál                                         |          | 1 566                     |                 |                 | \| 1 2 3 4 5 6 7 8 9 10 11 12 13 14 15 16 17 18 19 20 21 22 23 24 25 26 27 28 29 30 31 32 33 \| |
| 24                                                                                        | Rózsadomb                                      |          | 4 892                     |                 |                 | \| 1 2 3 4 5 6 7 8 9 10 11 12 13 14 15 16 17 18 19 20 21 22 23 24 25 26 27 28 29 30 31 32 33 \| |
| 25                                                                                        | Szemlőhegy                                     |          | 2 753                     |                 |                 | \| 1 2 3 4 5 6 7 8 9 10 11 12 13 14 15 16 17 18 19 20 21 22 23 24 25 26 27 28 29 30 31 32 33 \| |
| 26                                                                                        | Széphalom                                      |          | 2 891                     |                 |                 | \| 1 2 3 4 5 6 7 8 9 10 11 12 13 14 15 16 17 18 19 20 21 22 23 24 25 26 27 28 29 30 31 32 33 \| |
| 27                                                                                        | Szépilona                                      |          | 1 003                     |                 |                 | \| 1 2 3 4 5 6 7 8 9 10 11 12 13 14 15 16 17 18 19 20 21 22 23 24 25 26 27 28 29 30 31 32 33 \| |
| 28                                                                                        | Szépvölgy                                      |          | 173                       |                 |                 | \| 1 2 3 4 5 6 7 8 9 10 11 12 13 14 15 16 17 18 19 20 21 22 23 24 25 26 27 28 29 30 31 32 33 \| |
| 29                                                                                        | Törökvész                                      |          | 13 378                    |                 |                 | \| 1 2 3 4 5 6 7 8 9 10 11 12 13 14 15 16 17 18 19 20 21 22 23 24 25 26 27 28 29 30 31 32 33 \| |
| 30                                                                                        | Újlak, à cheval sur les 2e et 3e arr.          |          | 7 041                     |                 |                 | \| 1 2 3 4 5 6 7 8 9 10 11 12 13 14 15 16 17 18 19 20 21 22 23 24 25 26 27 28 29 30 31 32 33 \| |
| 31                                                                                        | Vérhalom                                       |          | 4 771                     |                 |                 | \| 1 2 3 4 5 6 7 8 9 10 11 12 13 14 15 16 17 18 19 20 21 22 23 24 25 26 27 28 29 30 31 32 33 \| |
| 32                                                                                        | Víziváros, à cheval sur les 1er et 2e arr.     |          | 16 982                    |                 |                 | \| 1 2 3 4 5 6 7 8 9 10 11 12 13 14 15 16 17 18 19 20 21 22 23 24 25 26 27 28 29 30 31 32 33 \| |
| 33                                                                                        | Zöldmál                                        |          | 3 726                     |                 |                 | \| 1 2 3 4 5 6 7 8 9 10 11 12 13 14 15 16 17 18 19 20 21 22 23 24 25 26 27 28 29 30 31 32 33 \| |
| 1 2 3 4 5 6 7 8 9 10 11 12 13 14 15 16 17 18 19 20 21 22 23 24 25 26 27 28 29 30 31 32 33 |                                                |          |                           |                 |                 |                                                                                                 |

## Patrimoine urbain

### Tissu urbain

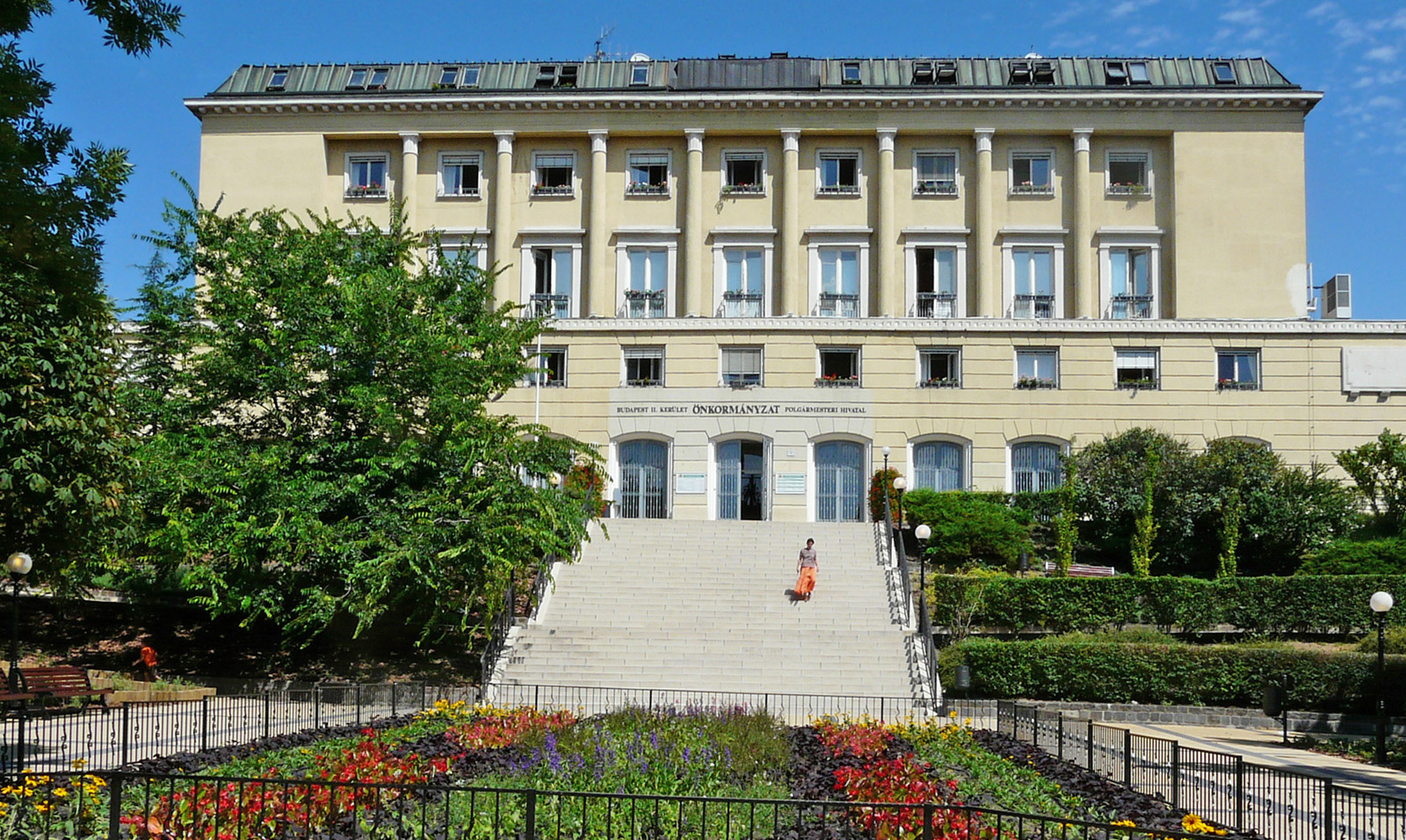
Mechwart liget.

Aux abords du Danube, les quartiers de Csatárka, Vérhalom, Törökvész, Rézmál, Rózsadomb, Pálvölgy, Szemlőhegy et Zöldmál souvent confondus entre eux sont considérés comme les plus luxueux de Budapest. Situés sur le flanc de Látó-hegy et de Hármashatár-hegy, ils offrent un panorama dégagé sur la vallée et son fleuve. Au pied de ces maisons de haut standing, en face de Margit-sziget et du Parlement hongrois, les vieux quartiers de Felhévíz, Újlak et Víziváros sont réputés pour leurs eaux, notamment les Thermes Szent Lukács et les thermes Király. Dans le prolongement du Nagykörút et du Margit híd, le quartier d'Országút et sa place Széll Kálmán tér font partie des nœuds les plus structurants du réseau de transport en commun de la capitale. 
Dans l'axe de Szilágyi Erzsébet fasor, les quartiers de Pasarét, Szépilona, Kurucles, Nyék, Lipótmező et Hűvösvölgy sont organisés autour de la vallée de l'Ördög-árok, ruisseau qui prend sa source dans les collines de Buda. Cet axe correspond à la route de Nagykovácsi, commune du comitat de Pest sur les contreforts des monts du Pilis. Délimités par la route vers Budakeszi au sud, les quartiers de Hárshegy et de Petneházyrét sont moins urbanisés que ceux du fond de vallée. Ils sont en partie traversés par le Gyermekvasút, train touristique géré par des enfants. 

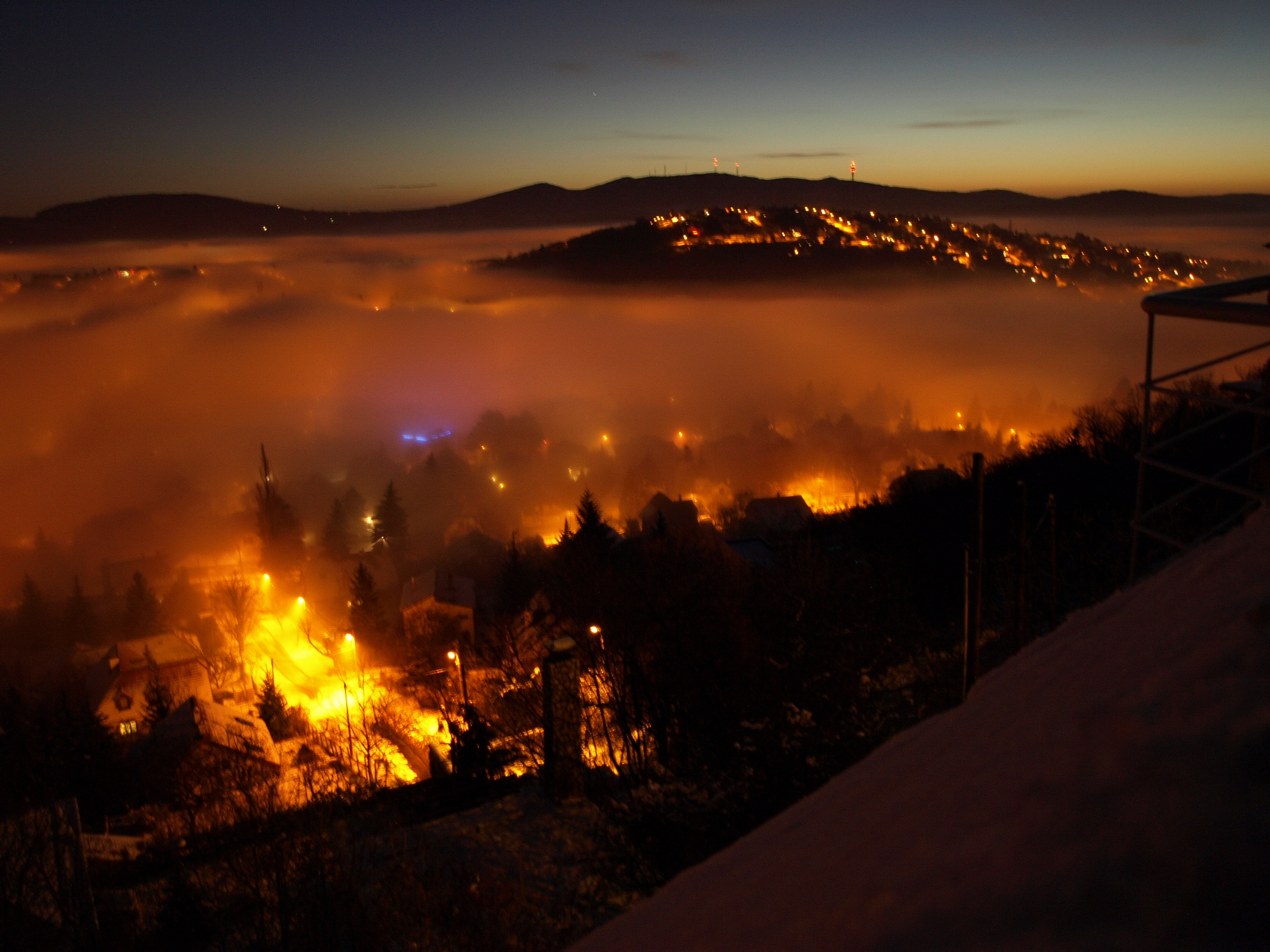
Le quartier de Máriaremete pris dans le brouillard du soir.

Au terminus de la ligne 61 du tramway de Budapest, l'étalement urbain récent déborde largement les anciennes limites de la ville de Pesthidegkút, intégrée en 1950 à la capitale. Les quartiers ainsi créés sont relativement isolés du reste de Budapest et forment un continuum urbain avec Solymár dans le comitat de Pest. Ces quartiers sont Adyliget, Budakeszierdő, Erzsébetliget, Erzsébettelek, Gercse, Hársakalja, Kővár, Máriaremete, Pesthidegkút-Ófalu, Remetekertváros et Széphalom. Le quartier de Szépvölgy, au pied du Hármashatár-hegy se situe dans une zone très peu urbanisée.

### Monuments historiques

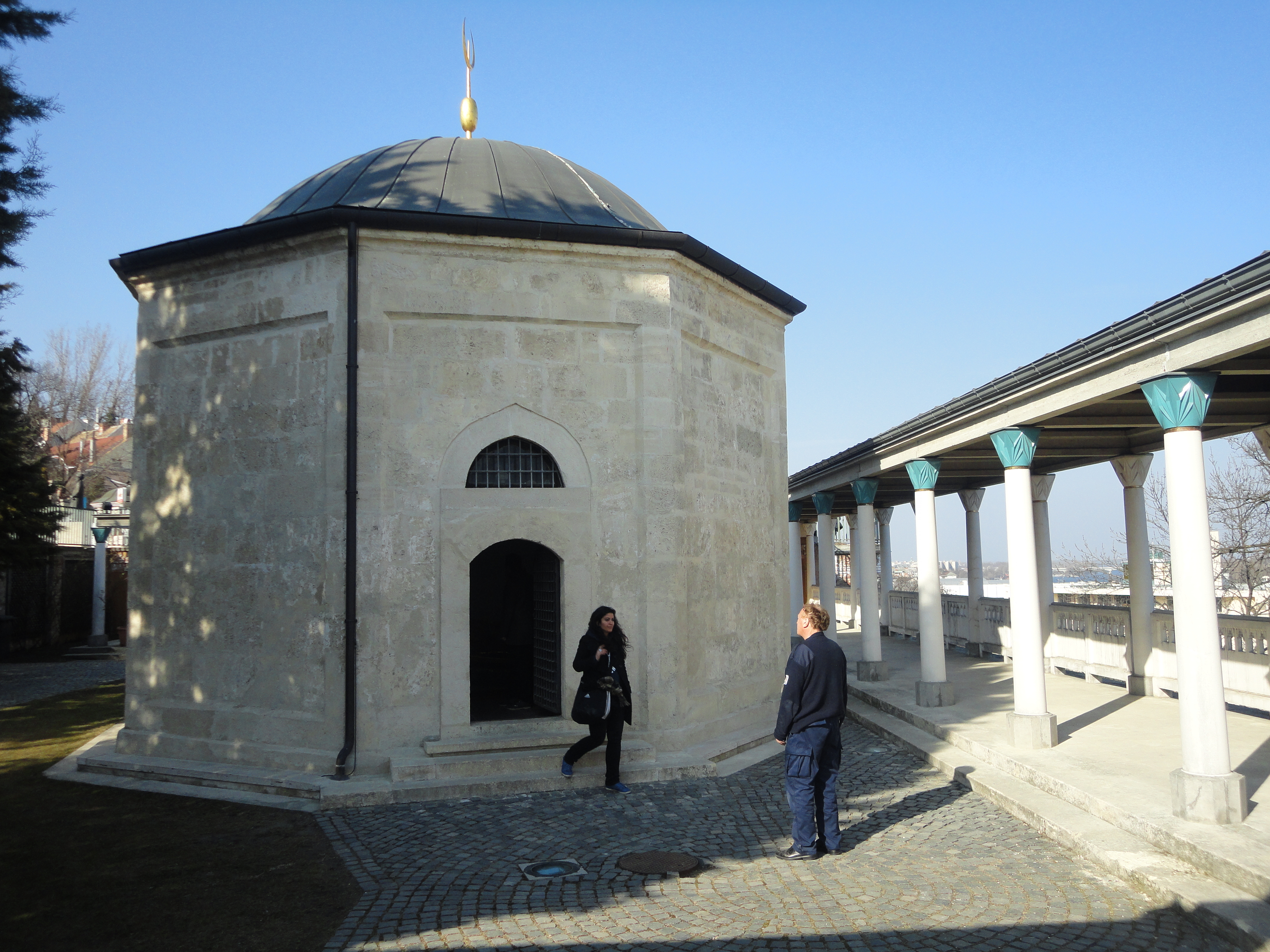
Le turbe de Gül Baba dominant la ville du quartier de Rózsadomb.

Les principaux édifices historiques se situent près du centre-ville de Buda. Le tombeau de Gül Baba, les Thermes Király ainsi que les Thermes Szent Lukács sont des héritages bien conservés de la période ottomane. Le patrimoine antérieur à cette époque a été soit détruit, soit non entretenu par les occupants, tels le Pavillon de chasse de Nyék, le monastère paulin de Budaszentlőrinc ou l'église de Gercse, dont il ne reste que des ruines. Après le règne des pashas de Budin, les faubourgs et localités qui composent l'actuel 2e arrondissement se résidencialisent et ne bénéficient pas des constructions de prestige qui agrémentent ailleurs le paysage urbain.

### Espaces verts
Le 2e arrondissement de Budapest se caractérise par un tissu urbain peu dense, sauf dans sa partie danubienne, près du centre de Buda. On trouve ainsi aux abords de Margit körút le square de Mechwart liget ainsi que le parc scientifique Millenáris. Dans les collines, les espaces verts de type square ou parcs urbains sont plus rares, en raison à la fois du caractère résidentiel de ces quartiers, mais aussi de la délimitation de périmètres très vastes pour les aires naturelles protégées.

## Relations internationales

### Jumelages
L'arrondissement est jumelé avec les villes suivantes :
- Finike (Turquie)
- Mosbach (Allemagne)
- Żoliborz, Varsovie (Pologne)